# Phaolus metallicus
Phaolus metallicus là một loài bọ cánh cứng trong họ Cerambycidae.